# お嬢様の僕
『お嬢様の僕』（おじょうさまのしもべ）は、田口ホシノによる日本の漫画作品。『マガジンポケット』（講談社）にて2017年12月27日から2025年6月11日まで連載された。2025年8月時点で単行本の累計発行部数は110万部を突破している。

## あらすじ
執事の父とメイドの母を持つ近衛養太郎は、ハウスキーピング完璧な高校生。そんな養太郎の元にある日、西園寺翼と九条みのりが相次いでやってきた。彼女たちは、養太郎の父と母がそれぞれ仕えるご主人様の令嬢。しかも、2人揃って近衛家に居候するという。

## 登場人物

### 主要人物
近衛 養太郎（このえ ようたろう）
本作の主人公。翼・みのりの専属執事。高校1年生。
ハウスキーパーに優れ、世話好きで困っている人を見過ごせない性分。一方、異性の扱いはあまり慣れておらず、免疫も薄い。ただし、遠縁にあたる凛子に対しては赤子の頃からよく世話してきた為、彼女のみ積極的に接している。

西園寺 翼（さいおんじ つばさ）
本作のヒロイン。高校1年生。

九条 みのり（くじょう みのり）
本作のもう1人のヒロイン。高校1年生。

### 日下第一高校
大瀬 若葉（おおせ わかば）
1年B組のクラス委員長。

### その他
杉野 夏帆（すぎの かほ）
みのりの元専属メイド。高校2年生。
大胆かつ砕けた性格。みのり以上にグラマー。養太郎よりもハウスキーパーに優れ、指導役となる場合も多い。

花村 凛子（はなむら りんこ）
養太郎の遠縁。小学5年生。

## 書誌情報
- 田口ホシノ 『お嬢様の僕』 講談社〈シリウスKC〉、全18巻
  1. 2018年6月8日発行（同日発売[2]）、ISBN 978-4-06-511671-5
  2. 2018年10月9日発行（同日発売[3]）、ISBN 978-4-06-513096-4
  3. 2019年3月8日発行（同日発売[4]）、ISBN 978-4-06-514509-8
  4. 2019年7月9日発行（同日発売[5]）、ISBN 978-4-06-516301-6
  5. 2019年11月8日発行（同日発売[6]）、ISBN 978-4-06-517586-6
  6. 2020年4月9日発行（同日発売[7]）、ISBN 978-4-06-519132-3
  7. 2020年9月9日発行（同日発売[8]）、ISBN 978-4-06-520484-9
  8. 2021年1月8日発行（同日発売[9]）、ISBN 978-4-06-521933-1
  9. 2021年6月9日発行（同日発売[10]）、ISBN 978-4-06-523490-7
  10. 2022年1月7日発行（同日発売[11]）、ISBN 978-4-06-525866-8
  11. 2022年7月7日発行（同日発売[12]）、ISBN 978-4-06-528493-3
  12. 2023年1月6日発行（同日発売[13]）、ISBN 978-4-06-530391-7
  13. 2023年6月8日発売[14]、ISBN 978-4-06-532261-1
  14. 2023年11月9日発売[15]、ISBN 978-4-06-533707-3
  15. 2024年5月9日発売[16]、ISBN 978-4-06-535263-2
  16. 2024年10月8日発売[17]、ISBN 978-4-06-536698-1
  17. 2025年4月9日発売[18]、ISBN 978-4-06-538732-0
  18. 2025年8月7日発売[1]、ISBN 978-4-06-540292-4